# Metapanamomops
Metapanamomops is een geslacht van spinnen uit de familie hangmatspinnen (Linyphiidae).

## Soorten
De volgende soorten zijn bij het geslacht ingedeeld:
- Metapanamomops kaestneri (Wiehle, 1961)